# Gobernación de Tartús
La gobernación de Tartus (en árabe: مُحافظة طرطوس) es una de las 14 provincias que conforman la organización político-administrativa de la República Árabe Siria.

## Geografía
La gobernación de Tartus está situada en la parte noroeste del país. Limita con las provincias de Latakia, Homs, Hama, y con la República del Líbano. La capital de esta provincia es la ciudad de Tartus.

## Población
Tiene una superficie de 1.890 kilómetros cuadrados y una población de 750.000 personas (estimaciones de 2007). La densidad poblacional de esta provincia siria es de 396,82 habitantes por cada kilómetro cuadrado de la gobernación. Junto a Latakia, Tartus es una gobernación de mayoría alauita y cristiana.